# Tradescantia occidentalis
Espèce
Classification APG III (2009)
Tradescantia occidentalis, ou la Tradescantie de l'Ouest, est une fleur de la famille des Commelinaceae et du genre Tradescantia. La plante est présente à l'état naturel en Amérique du Nord. Au Canada, elle apparaît sur une liste d'espèces menacées.

## Description
C'est une vivace herbacée qui peut atteindre 50 centimètres de haut. Les feuilles peuvent atteindre 30 centimètres de long pour 12 mm de large. Les fleurs sont composées de trois pétales arrondis pouvant atteindre 15 mm de long. La couleur des fleurs, qui fleurissent en juin et juillet, varie de bleu à violet.

## Habitat
La plante apprécie des milieux secs et les sols sablonneux. Elle est présente dans toute la partie centrale de l'Amérique du Nord entre les provinces du Manitoba et de l'Alberta au nord jusqu'à l'État américain du Texas au sud. On la trouve par exemple au sud-ouest de l'Utah, dans le parc national de Zion.